# Freluga
Freluga ist ein Ort (tätort) in der schwedischen Provinz Gävleborgs län und der historischen Provinz Hälsingland in der Gemeinde Böllnäs.
Der Ort liegt an der Bahnstrecke Orsa–Bollnäs. Der riksväg 50 und der Fluss Voxnan führen am Ort vorbei.